# 鈴木雅也
鈴木 雅也（すずき まさや、1964年 - ）は、愛知県蒲郡市出身のアニメーター、デジタルエフェクトアニメーター（デジタル作画）、デジタルディレクション、テクニカルディレクター。
上京後、スタジオムサシに入社、以後スタジオディーン、プロジェクトチームムーを経てフリーになる。その後、師匠である大森英敏に誘われゲーム業界に移り、コブラチーム、ソリッド、スクウェアに在籍する。退社後、Production I.Gの劇場作品『BLOOD THE LAST VAMPIRE』でアニメ業界に復帰した。2000年に株式会社ゴンゾに入社、2009年退社した。

## 主な参加作品

### テレビアニメ
- 銀河漂流バイファム（動画）
- ルパン三世 PARTIII（動画）
- うる星やつら（動画）
- らんま1/2 熱闘編（原画）
- ふしぎの海のナディア（原画）
- るろうに剣心 -明治剣客浪漫譚-（OP・EDデジタルワークス）
- ヴァンドレッド（デジタルエフェクト）
- HELLSING（デジタルエフェクト）
- FF：U 〜ファイナルファンタジー:アンリミテッド〜（デジタルエフェクト）
- 最終兵器彼女（EDエフェクト）
- LAST EXILE（デジタルエフェクト）
- PEACE MAKER鐵 （デジタルエフェクト）
- 爆裂天使（テクニカルディレクター・デジタルエフェクト・絵コンテ）
- 砂ぼうず（デジタルエフェクト）
- 巌窟王（デジタルエフェクト）
- トリニティ・ブラッド（原画・CGディレクター）
- BLACK CAT（デジタルエフェクト）
- N・H・Kにようこそ!（2Dスペシャルワークス）
- ドラゴノーツ -ザ・レゾナンス-（撮影・エフェクト・ED）
- ストライクウィッチーズ（テクニカルディレクター）
- 機神咆吼デモンベイン（ED構成・演出）
- ジパング（デジタルエフェクト）（別名で参加）
- シュヴァリエ 〜Le Chevalier D'Eon〜（デジタルエフェクト・OP・ED）
- あまつき（OP・EDエフェクト・撮影）

### OVA
- NORA（動画）
- 超神伝説うろつき童子2 -超神呪殺篇 -（動画・原画）（別名で参加）
- 超神伝説うろつき童子3 -完結地獄篇 -（動画・原画）（別名で参加）
- 3×3 EYES（原画）
- 究極超人あ〜る（動画チェック）
- 戦闘妖精雪風（デジタルエフェクト）
- サブマリン707R（デジタルエフェクトディレクション）
- 爆裂天使 -インフィニティ-収録『赤ク爆ス月』（白亜右月と共同監督）
- 鴉 -KARAS-（2Dワークス）
- 魔法先生ネギま! もうひとつの世界Extra 魔法少女ユエ♥（ビジュアルディレクター）

### 劇場映画
- うる星やつら3 リメンバー・マイ・ラブ（動画）
- うる星やつら4 ラム・ザ・フォーエバー（動画）
- プロゴルファー猿　スーパーGOLFワールドへの挑戦!!（動画）
- 超神伝説うろつき童子 オリジナル劇場公開版（動画・原画）（別名で参加）
- ドラゴンボールZ 地球まるごと超決戦（原画）
- ドラゴンボールZ 激突!!100億パワーの戦士たち（原画）
- ドラゴンボールZ 極限バトル!!三大超サイヤ人（演出助手・原画）
- BLOOD THE LAST VAMPIRE（ビジュアルエフェクト）
- 劇場版ああっ女神さまっ（エフェクトアニメーター）
- 銀色の髪のアギト（デジタルエフェクト）
- アニマトリックス「セカンド・ルネッサンス パート1・パート2」（デジタルエフェクト）
- ブレイブ ストーリー（デジタルエフェクト）
- ハウルの動く城（デジタル作画）

### ゲーム
- ゼノギアス（バトルキャラクターグラフィックス、アニメーションパート絵コンテ）
- ファイナルファンタジーVIII（VFX & COMPOSITEアーティスト、絵コンテ）
- 青の6号（アニメーションパート・デジタルエフェクト）
- 幻想水滸伝II（アニメーションパート・デジタルエフェクト）
- 幻想水滸伝III（アニメーションパート・デジタルエフェクト）
- テイルズ オブ リバース（アニメーションパート・ビジュアルエフェクト）
- テイルズ オブ ジ アビス（アニメーションパート・ビジュアルエフェクト）
- 藤子・F・不二雄キャラクターズ 大集合！SFドタバタ パーティー!!（スペシャルサンクス）

### PV
- Linkin Park - Breaking the habit（デジタルエフェクト）
- 宇多田ヒカル - FLUXIMATION 「#5 Easy Breezy（監督・北久保弘之）」（デジタルディレクター）

### その他
- EDGE of GUNDAM-佐野浩敏ガンダム画集（デジタルワークス）
- これが私の御主人様DVD第6巻特典映像「愛情のカタマリ」新作アニメ映像（デジタルディレクター）